# Shalita Grant
Shalita Grant (Baltimora, 28 agosto 1988) è un'attrice statunitense.

## Biografia
Nata a Baltimora, esordisce nel 2011 nella serie The Good Wife. Dopo aver preso parte ad altre produzioni televisive, nel 2014 entra nel cast principale della serie NCIS: New Orleans, dove interpreta il ruolo dell'ex agente dell'ATF Sonja Percy.
Nel 2016 interpreta il ruolo ricorrente di Aurelia Johnson nella serie The Mercy Street.
Molto attiva anche in campo teatrale, la Grant ha recitato negli allestimenti del Public Theater di New York dei classici shakespeariani Misura per misura, Il racconto d'inverno e Il mercante di Venezia. Nel 2012 ha fatto il suo debutto a Broadway nella commedia Vanya and Sonia and Masha and Spike, per cui ha ricevuto una candidatura al Tony Award alla miglior attrice non protagonista in un'opera teatrale.

## Filmografia

### Televisione
- The Good Wife – serie TV, episodio 3x09 (2011)
- Bones – serie TV, episodi 10x09-10x14 (2014-2015)
- Battle Creek – serie TV, episodio 1x03 (2015)
- Melissa & Joey – serie TV, episodi 4x10-4x11 (2015)
- NCIS: New Orleans – serie TV, 71 episodi (2015-2018)
- NCIS - Unità anticrimine (NCIS) – serie TV, episodio 13x12 (2016)
- Santa Clarita Diet – serie TV, 5 episodi (2019)
- You – serie TV, 10 episodi (2021)

## Doppiatrici italiane
- Perla Liberatori in NCIS: New Orleans, NCIS - Unità anticrimine, You
- Alessia Amendola in Santa Clarita Diet